# 种放
种放（955年—1016年1月1日），字名逸，自号云溪醉侯，北宋洛阳（今属河南洛阳市）人，
父种诩，宋吏部令史，后调补长安主簿。
七歲能寫文章，精於易學。不应科举，隱居終南山，讲学授徒。起居舍人宋維翰曾向朝廷推薦他。真宗朝由翰林學士宋湜與钱若水、王禹偁薦入朝廷，赐官左司谏、直昭文馆，授右谏议大夫。后屡隐屡仕，官至工部侍郎。他以所得禄赐，广置良田，倚仗势力强买，门人和亲属也多行不法之事。晚年移居嵩山，但仍常到终南山按视田亩。卒於大中祥符八年十一月十九日（1016年1月1日），归葬终南山，赠工部尚书。着有《退士传》。
种放终身未娶，没有子嗣，死时六十一岁。
- 側室 邱氏
- 侍妾 曹宜清 孔二娘 椰氏
- 婢妾 趙氏
- 父：种诩
- 兄：种昭衍（种世衡、种世才之父）
- 弟：种汶（秘书省正字）
- 族姊：种时光
- 侄儿：种世衡
- 侄儿：种世雍（同学究出身）
- 侄儿：种世才（孟州司马）

## 延伸阅读
[在维基数据编辑]
 《宋史/卷457》，出自脱脱《宋史》